# Liste der Kulturdenkmale in Luxemburg-Belair
In der Liste der Kulturdenkmale in Luxemburg-Belair sind alle Kulturdenkmale des luxemburgischen Stadtteils Belair aufgeführt (Stand: 15. Juli 2025).
| Bild            | Bezeichnung     | Lage                                       | Beschreibung | Stufe | Eingetragen seit   |
| --------------- | --------------- | ------------------------------------------ | ------------ | ----- | ------------------ |
| Wohnhaus        | Wohnhaus        | 1A, rue Wurth-Paquet (Karte)               |              | PCN   | 11. Juli 2014      |
| Gebäude         | Gebäude         | 108, avenue du Dix Septembre (Karte)       |              | PCN   | 30. Juni 2017      |
| Gebäudeensemble | Gebäudeensemble | 62 und 64, avenue du Dix Septembre (Karte) |              | PCN   | 31. Januar 2020    |
| Gebäude         | Gebäude         | 34, avenue Gaston Diderich (Karte)         |              | PCN   | 22. Februar 2023   |
| Gebäude         | Gebäude         | 1, rue Alexandre Fleming (Karte)           |              | PCN   | 21. April 2023     |
| Gebäude         | Gebäude         | 84, avenue du Dix Septembre (Karte)        |              | PCN   | 5. April 2024      |
|                 | Gebäude         | 17, bd G.-D. Charlotte                     |              | IS    | 20. Dezember 2002  |
| Wohnhaus        | Wohnhaus        | 42, avenue Gaston Diderich (Karte)         |              | IS    | 21. September 2007 |
| Wohnhaus        | Wohnhaus        | 44, avenue Gaston Diderich (Karte)         |              | IS    | 21. September 2007 |
| Gebäude         | Gebäude         | 50a, avenue Gaston Diderich (Karte)        |              | IS    | 26. Januar 2015    |
| Wohnhaus        | Wohnhaus        | 3, rue Alexandre Fleming (Karte)           |              | IS    | 10. April 2013     |

Legende: PCN – Immeubles et objets bénéficiant des effets de classement comme patrimoine culturel national; IS – Immeubles et objets inscrits à l’inventaire supplémentaire

## Quelle
- Liste des immeubles et objets beneficiant d’une protection nationales, Nationales Institut für das gebaute Erbe, Fassung vom 11. Juli 2022, S. 79 (PDF)

- Karte mit allen Koordinaten:
- OSM |
- WikiMap

Bahnhofsviertel |
Beggen |
Belair |
Bonneweg |
Cents |
Clausen |
Dommeldingen |
Eich |
Gasperich |
Grund |
Hamm |
Hollerich |
Kirchberg |
Limpertsberg |
Merl |
Mühlenbach |
Neudorf-Weimershof |
Pfaffenthal |
Pulvermühle |
Rollingergrund |
Oberstadt |
Weimerskirch |
Zessingen
Bad Mondorf |
Bartringen |
Bauschleiden |
Bech |
Beckerich |
Befort |
Berdorf |
Bettemburg |
Bettendorf |
Betzdorf |
Bissen |
Biwer |
Burscheid |
Bous-Waldbredimus |
Clerf |
Colmar-Berg |
Consdorf |
Contern |
Dalheim |
Diekirch |
Differdingen |
Dippach |
Düdelingen |
Echternach |
Ell |
Ernztalgemeinde |
Erpeldingen an der Sauer |
Esch an der Alzette |
Esch an der Sauer |
Ettelbrück |
Fels |
Feulen |
Fischbach |
Flaxweiler |
Frisingen |
Garnich |
Goesdorf |
Grevenmacher |
Grosbous-Wahl |
Habscht |
Heffingen |
Helperknapp |
Hesperingen |
Junglinster |
Käerjeng |
Kayl |
Kehlen |
Kiischpelt |
Koerich |
Kopstal |
Lenningen |
Leudelingen |
Lintgen |
Lorentzweiler |
Luxemburg |
Mamer |
Manternach |
Mersch |
Mertert |
Mertzig |
Monnerich |
Niederanven |
Nommern |
Parc Hosingen |
Petingen |
Préizerdaul |
Pütscheid |
Rambruch |
Reckingen/Mess |
Redingen/Attert |
Reisdorf |
Remich |
Roeser |
Rosport-Mompach |
Rümelingen |
Saeul |
Sandweiler |
Sassenheim |
Schengen |
Schieren |
Schifflingen |
Schüttringen |
Stadtbredimus |
Stauseegemeinde |
Steinfort |
Steinsel |
Strassen |
Tandel |
Ulflingen |
Useldingen |
Vianden |
Vichten |
Waldbillig |
Walferdingen |
Weiler zum Turm |
Weiswampach |
Wiltz |
Winseler |
Wintger |
Wormeldingen